# Cour Saint-Pierre
Ne doit pas être confondu avec le Cours Saint-Pierre à Nantes.
La cour Saint-Pierre est une voie du 17e arrondissement de Paris, en France.

## Situation et accès
La cour Saint-Pierre est une voie située dans le 17e arrondissement de Paris. Elle débute au 47 bis, avenue de Clichy et se termine en impasse.

## Origine du nom

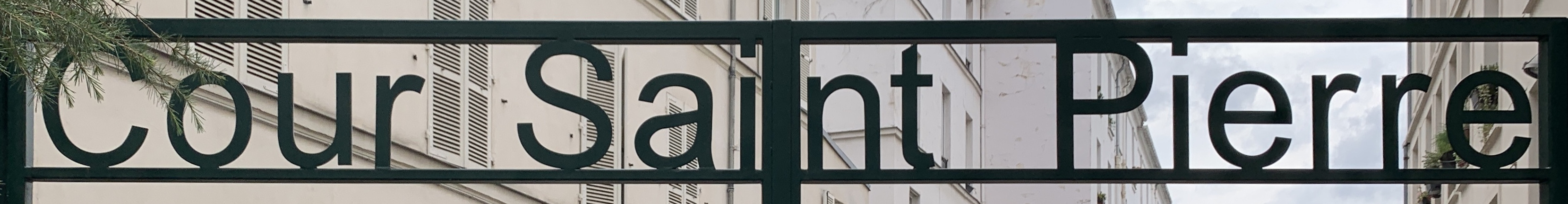
Inscription de la cour.